# Nahr Oustouene
Le Nahr Oustouene, ou fleuve Oustouene, ou Oustwan, est un fleuve libanais prenant sa source dans les montagnes libanaises, à Ras el Ain (environ 1500 mètres d'altitude), au-delà de Qurnat as Sawda' en direction de la Syrie.
Il est long de plus de 20 kilomètres et se jette dans la mer Méditerranée à Cheikh Zennad, au nord de Tripoli et à quelques kilomètres de la frontière libano-syrienne marquée par le Nahr al-Kabir. Il n'est pas navigable.